# Kodeks 0176
Kodeks 0176 (Gregory-Aland no. 0176) – grecki kodeks uncjalny Nowego Testamentu na pergaminie, paleograficznie datowany na IV lub V wiek. Rękopis pochodzi z Egiptu, przechowywany jest we Florencji. Do naszych czasów zachował się jedynie fragment jednej karty kodeksu.

## Opis
Do dziś zachował się fragment jednej karty kodeksu, z tekstem Listu do Galatów 3,16-25. Zachowany fragment kodeksu ma rozmiary 9 na 6 cm. Według rekonstrukcji, oryginalna karta miała wymiary 12 na 7 cm, a tekst pisany jest jedną kolumną na stronę, w 22 linijkach w kolumnie.

## Tekst
Tekst fragmentu reprezentuje aleksandryjską tradycję tekstualną z obcymi naleciałościami. Kurt Aland zaklasyfikował go do kategorii III.

## Historia
INTF datuje rękopis na IV lub V wiek. Fragment został znaleziony w Oksyrynchos. Jako miejsce prawdopodobnego powstania kodeksu wskazywany jest Egipt.
Na listę rękopisów Nowego Testamentu wciągnął go Ernst von Dobschütz, oznaczając go przy pomocy siglum 0176.
Facsimile fragmentu opublikował Ermenegildo Pistelli w 1914 oraz Mario Naldini w 1965. Fragment badał również paleograf Guglielmo Cavallo.
Rękopis jest przechowywany w Bibliotece Laurenziana (PSI 251) we Florencji.